# Constantí Contomites
Constantí Contomites (grec medieval: Κωνσταντῖνος Κοντομύτης, Konstandinos Kondomitis; fl. 841-860) fou un noble i general romà d'Orient.

## Biografia
Com a estrateg (governador militar) del tema dels Tracesis, infligí una dura derrota als sarraïns de Creta el 841, quan llançaren una ràtzia contra la rica comunitat monàstica del mont Latros. Cap a aquelles dates, la seva filla es casà amb el mestre Bardes, nebot de Teodora per part de la mare i del patriarca Foci per part del pare. Bardes acabaria prenent el cognom del seu sogre..
El 859, l'emperador Miquel III l'envià a Sicília al capdavant d'un estol de 300 naus per combatre els àrabs que volien conquerir l'illa. Tanmateix, l'exèrcit romà d'Orient patí una greu derrota a mans dels àrabs, dirigits per Abbàs ibn Fadl, i hagué de tornar als seus vaixells.